# Галановське сільське поселення
Гала́новське сільське поселення — муніципальне утворення в складі Каракулинського району Удмуртії, Росія. Адміністративний центр — село Галаново.

## Історія
Поселення утворилось шляхом адміністративної реформи 2005 року з Галановської сільської ради, яка в свою чергу утворилась 1923 року.

## Населення
Населення становить 548 осіб (2019, 689 у 2010, 865 у 2002).

## Склад
До складу поселення входять такі населені пункти:
| Населений пункт    | Населення, осіб (2002) | Населення, осіб (2010) |
| ------------------ | ---------------------- | ---------------------- |
| Галаново, село     | 700                    | 559                    |
| Сухарево, присілок | 165                    | 130                    |

## Господарство
В поселенні діють середня школа та садочок, бібліотека, клуб та фельдшерсько-акушерський пункт.